# Cateus
Cateus là một chi bọ cánh cứng trong họ 
Elateridae.
Chi này được miêu tả khoa học năm 2001 bởi Platia & Gudenzi.

## Các loài
Các loài trong chi này gồm:
- Cateus diehli Platia & Gudenzi, 2001
- Cateus merkli Platia & Gudenzi, 2001
- Cateus nylanderi Platia & Gudenzi, 2001
- Cateus pendleburyi Platia & Gudenzi, 2001
- Cateus philippinus Platia & Gudenzi, 2001
- Cateus risiei Platia & Gudenzi, 2001